# Aqua Teen Hunger Force
Aqua Teen Hunger Force (también conocida por varios títulos alternativos), a veces abreviada como ATHF o Aqua Teen, es una serie de televisión animada para adultos estadounidense creada por Dave Willis y Matt Maiellaro para el bloque de programación nocturna de Cartoon Network, Adult Swim.
La serie fue producida en el año 2000 por el estudio de animación Williams Street. Fue preestrenada el 30 de diciembre del 2000 dentro de Cartoon Network y es una de las cuatro series originales del estudio (junto con The Brak Show, Harvey Birdman, Attorney at Law y Sealab 2021) en ser estrenada en el, en ese entonces, nuevo bloque Adult Swim, en su lanzamiento el año 2001.
La serie tiene un humor inmaduro, pero debido a que no es una comedia de carácter para niños, la serie es a menudo clasificada como (todas para mayores de 14 años) TV-14-DLSV, TV-14-LV, TV-14-DLV o TV-MA (para mayores de 17 años, en las temporadas superiores) y en los primeros capítulos, TV-PG (para mayores de 10 años).

## Trama
La serie trata de un grupo de superhéroes llamados Frylock, Meatwad y Master Shake que tienen un objetivo el cual es conquistar el hambre de los adolescentes, al principio de la serie ellos eran detectives, pero siempre se meten en líos causados generalmente por su amigo Master Shake.

## Nombre de la serie
El origen del nombre la serie (Aqua Teen Hunger Force) no está claro. La palabra Aqua (Aguamarina) no tiene nada que ver. Lo único coherente es Teen Hunger Force, ya que son objetos antropomórficos de comida rápida y son una fuerza que supuestamente son superhéroes cuya misión sería "conquistar el hambre de los adolescentes".
Según la entrevista con Matt Maiellaro, Hunger Force es "normal pero muy corto e incómodo", el significado puede ser "Fuerza Aguamarina por el Hambre Adolescente" (Aqua Teen Hunger Force), "Escuadrón de la Unidad de Patrulla Aguamarina 1" (Aqua Unit Patrol Squad 1), "Aguamarina-algo ya sabes, como sea" (Aqua Something You Know Whatever), "El Show Show de TV Aguamarina" (Aqua TV Show Show) y "Hambre Adolescente Aguamarina por Siempre" (Aqua Teen Hunger Force Forever). En todas las intros se hacen referencias a películas o series, originalmente también es una parodia de The A-Team por su carácter rudo y grotesco en cierto momentos o en el intro del show,.

### Títulos alternativos
En 2011 el nombre de la serie fue cambiado a Aqua Unit Patrol Squad 1, sigue siendo la misma serie pero con un título diferente e intro diferente.
El título de la serie fue cambiado nuevamente a Aqua Something You Know Whatever en 2012, donde solamente fue cambiado el título y la intro, el cocreador de la serie Matt Maiellaro anunció que es la idea de los productores de cambiar el título cada año.
En 2013 el nombre de la serie fue cambiado a Aqua TV Show Show, sigue siendo la misma serie pero con un título e intro diferentes. Master Shake pasa a ser más protagonista que en las demás temporadas.
En el 2015, fue cambiado nuevamente el título y la intro de la serie fue cambiado a Aqua Teen Hunger Force Forever, debido a que en esta temporada, la franquicia se cierra/termina.

## Personajes principales
- Master Shake (Batitrón en España): Interpretado por Dana Snyder, es un batido que tiene un sorbete de color rosa y las manos amarillas. Él es a menudo codicioso, perezoso, y cruel con todos a su alrededor (especialmente con Meatwad). Es el autoproclamado líder del grupo. Su pasatiempo preferido es torturar a Meatwad, pero en varias ocasiones este es detenido por Frylock. También le gusta nadar en la piscina de su vecino Carl y mirar televisión por cable. Su poder especial es lanzar un sorbo de batido de pistacho a través de su popote y absorber líquidos, su arma es una pequeña escopeta. Tiene 40 años. En algunos episodios lo matan.

- Frylock (Fritox en España): Interpretado por Carey Means, Frylock es una caja flotante de papas fritas que tiene lentes láser, aparatos dentales, un diamante incrustado en su espalda y una barba. Él es fácilmente el personaje más inteligente y más recto de la serie. Frylock tiene mente científica y hace experimentos en su habitación, que tiene una biblioteca, una súper computadora, un clonador y otros equipos de laboratorio. También proporciona a los otros moralidad. Sus poderes especiales son volar y varios rayos oculares, bolas de fuego, luz y extinguidor de incendios de sus ojos por la gran joya azul en la espalda. Sus lentes de contacto, tal y como se revela en un episodio, son la fuente de poder para que Frlyock dispare rayos de sus ojos. Defiende a Meatwad de ser torturado por Shake.

- Meatwad (Albóndiga en Hispanoamérica y Almóndiga en España): Interpretado por Dave Willis, Meatwad es una albóndiga grande con un solo diente. Él es muy infantil e ingenuo. Su voz es tan sensible, lo que ha llevado a pensar que es un bebé, pero avanzada la serie se revela que tiene aproximadamente 55 años. Constantemente es víctima de los abusos de Shake para luego ser salvado por Frylock. Su poder especial es el cambio de forma, tiene además la habilidad de regenerarse rápidamente de cualquier daño, muchas veces se encuentra dentro de su mundo de fantasía, suele tener una actitud positiva sobre las cosas, pero cuando algo lo asusta o lo ofende, comienza a llorar como un niño pequeño. Meatwad tiene unas muñecas hechas por él, como Dewey (Dieguito en español) el rollo de papel, Vanessa la manzana, Jeffy la manguera de jardín, Boxy Brown, una caja de cartón. Él aparece en The Brak Show como cameo algunas veces, en una moto amarilla. Dentro de la serie, Meatwad compuso una canción (la cual fue la base del comercial de la segunda temporada de Aqua Teen Hunger Force) cuya letra dice:

si sigues comiendo así te vas a ir a la mierda.
Afloja un poco ya la mano deja ya las chuletas,
come mucha fruta no seas hijo de puta.
Pura grasa y carbohidratos déjalos fuera de tu sistema por un rato
Si no tu corazón va a dar un reventón.
Afloja ya los dientes,
También hizo una mini canción suya también para la segunda temporada, la cual dice:
No te enojes por lo que digo, y ya no mames. Dime hola y no me rompas más las bolas.
- Carl Brutananadilewski (Carlos Brutowski en Hispanoamérica): Interpretado por Dave Willis, Carl es el vecino con sobrepeso y calvicie de los Aqua Teens. Es de carácter cerrado, ya que no le gusta salir excepto cuando se trata de conquistar mujeres con su auto, que siempre decora con luces (de neón) y accesorios exóticos (pintura, grafitis, ruedas, etc). Por lo general, siempre es asesinado al final de los episodios. Siempre trata de evitar a los Aqua Teens (por los problemas que causan) , aunque siempre se ve involucrado en sus problemas , especialmente con Shake y Meatwad. El hizo cameos como en El show de Aquaman y sus amigos cuando pedía una hamburgesa y también habló en la radio del videojuego Grand Theft Auto V.

En la serie, También existen personajes secundarios como:
- Dr. Weird: Interpretado por C. Martin Croker (†). Es un científico loco que vive en un laboratorio en una montaña en la costa del sur de Nueva Jersey con su asistente Steve. «Weird» literalmente significa “raro” o “extraño” en inglés y su nombre lo dice todo; su carácter es demente y sus inventos y experimentos son puras locuras en las que terminan haciéndole daño a él mismo o a alguien más (Steve o los Aqua Teen). Aparece al principio del programa, mostrando sus locos experimentos, como el conerobot (un robot con forma de conejo al que le rocían perfume francés en el rostro), el Hombre Polilla, la Máquina del Arcoíris, entre otros inventos. En el final de la segunda temporada, es reemplazado por Spacecataz, un segmento donde se muestran las aventuras de los Selenitas y los Plutonianos, regresa en la película.

- Steve: Interpretado por C. Martin Croker (†). Es el asistente del Dr. Weird. Es pelirrojo, y una pasiva víctima de los experimentos del Doctor Weird.

- The Mooninites (Los selenitas en Hispanoamérica): Ignignokt (Interpretado por Dave Willis) y Err (Interpretado por Matt Maiellaro). Son extraterrestres bidimensionales de la Luna que son realmente presumidos, incluso dicen que tienen más avanzada cultura que la Tierra. Ignignokt es el líder y es el más creído, el más egoísta y es muy solipsista. Err es el más hiperactivo, el más hablador ya que habla muy rápido y es también muy boquisucio y en algunas ocasiones demuestra ser más inteligente que su compañero Ignignokt.

- The Plutonians (Los plutonianos en Hispanoamérica): Oglethorpe y Emory (interpretados por Andy Merrill y Mike Schatz) son dos extraterrestres con púas de Plutón que van por la nave recorriendo lo que para ellos es rareza, el planeta Tierra. Oglethorpe es muy activo y es el interesado en conquistar la tierra (aunque en realidad no tiene ni idea de como conquistarla). Emory es considerado la voz de la razón, no le interesa conquistar la tierra y nunca tiene malas intenciones.

- MC Pee Pants (Mc Pee Pee en Hispanoamérica): Interpretado por Mc Chris. Al principio era una araña gigante de unos 4 metros, que estaba promocionando discos con canciones diciendo cual era su plan que consistía en atraer a la gente a su guarida para que la ayudaran a abrir un agujero en la tierra, y resucitar una horda de demonios para construir su club de dietas, los Aqua Teens le tienden una trampa y lo matan, pero el Diablo lo regresa transformado en Sir Loin. Después de Sir Loin Frylock lo engaño y lo mató otra vez pero regresó esta vez como Little Brittle y así sucesivamente, por más que lo maten siempre regresará porque nadie lo quiere, ni siquiera el diablo. Su última aparición, fue en la película de la de la serie, Aqua Teen Hunger Force Colon Movie Film for Theaters.

## Películas

### Aqua Teen Hunger Force Colon Movie Film for Theaters (2007)
Tras el éxito de la temporada 4, una película, titulada Aqua Teen Hunger Force Colon Movie Film for Theaters, fue estrenada el 13 de abril del 2007 en cines estadounidenses. Neil Peart de la Banda Rush, una rebanada de sandía llamada Walter Melon, y a la banda de heavy-metal Mastodon; en la secuencia de apertura. El filme introduce a un cuarto Aqua Teen, un nugget de pollo llamada Chicken Bittle (con la voz de Bruce Campbell). Oglethorpe, Emory, y el Fantasma Cibérnetico de la Navidad Pasada del Futuro, aparecen el filme; aunque también, hacen su aparición el Doctor Weird, los Selenitas, y MC Pee Pants (este último hace su aparición final en esta película). La película recibió la clasificación por parte de la MPAA "R" (Restringido) debido al humor crudo, contenido sexual, violencia y lenguaje vulgar que posee en la película.
La trama de la película trata de que los Aqua Teen quieren hacer una máquina de ejercicio llamada The Insanoflex y para ello deben buscar una pieza para poder completarla, los plutonianos y el fantasma de las navidades pasadas van en búsqueda de la máquina para poder robarselas a los Aqua teens, al final los Aqua Teen logran armar la máquina, pero cuando Carl la prueba la máquina se transforma en un robot gigante que destruye la ciudad y pone huevos metálicos para poder propagarse, los Aqua Teen van hacia el laboratorio del Dr. Weird para pedir ayuda, ya que el construyó el Insanoflex. Al mismo tiempo los Aqua Teen van descubriendo el cómo, para qué y por quién fueron creados.

### Próxima película (TBA)
En una entrevista en el 2010, los miembros de Radical Axis, hablaron sobre la posibilidad de una secuela/segunda película, titulada Death Fighter, y hablaron sobre la posibilidad de que la película fuera hecha en 3-D. Cuando preguntaron si la película iba a estrenarse en cines, un miembro comentó "No estamos seguros de lo que el distribuidor quiere". Luego, lo siguió la decisión de que "Adult Swim no volvería a hacer una película nunca más".
Para el 2014, el guion para Death Fighter, ya había sido escrito y aprobado, sin embargo, Dave Willis, el creador de la serie y la voz de Meatwad, anunció que el proyecto había sido desechado, tiempo antes de anunciar la cancelación de la serie. Pero tiempo más tarde, él mismo mencionó en Reddit, que la secuela costaría 3.4 millones de dólares en producirse, y expreso el interés de usar a Kickstarter para financiarla.
El 12 de mayo de 2021, Adult Swim confirmó la producción de tres nuevas películas originales, incluida una nueva película de Aqua Teen Hunger Force para debutar en exclusiva en HBO Max luego de un lanzamiento físico / VOD.

## Latinoamérica y España

### Latinoamérica

#### Serie
En Latinoamérica, el doblaje de la serie fue realizado en México por el estudio Sensaciones Sónicas, y solo fueron dobladas las primeras 4 temporadas (68 episodios). De estas, únicamente las 3 primeras (55 episodios) fueron transmitidas por el bloque Adult Swim en Cartoon Network, entre los años 2005 y 2008. 
A mediados de 2019, TBS, canal que reestrenó dicho bloque, emitió la cuarta temporada doblada, revelando que existía una temporada más con doblaje latinoamericano, que por alguna razón jamás se emitió en canales anteriores (Cartoon Network, I.Sat).

#### Película
Aunque en un principio se pensaba que la película no había sido doblada, el 21 de noviembre de 2015 a las 4:00 de la madrugada, mismo día en que I.Sat (que emitía Adult Swim en ese momento) incorporó la opción SAP, se emitió la película totalmente doblada al español. A diferencia de la serie que se dobló en México, la película fue doblada en Colombia. Se desconocen los motivos.
Master Shake: Mario Gutiérrez
Frylock: Fernando Manrique
Albóndiga: Jorge Castellanos
Carlos Brutowski: ¿Eleazar Osorio?

### España
En España, solo fueron dobladas las primeras cuatro temporadas de la serie para su emisión en TNT a través del bloque Adult Swim en 2007. A diferencia de Latinoamérica, jamás doblaron la película.

## Reparto de voces
| Personaje              | Actor original (Estados Unidos) | Actor de doblaje (Hispanoamérica) | Actor de doblaje (España) |
| ---------------------- | ------------------------------- | --------------------------------- | ------------------------- |
| Master Shake           | Dana Snyder                     | Víctor Ugarte                     | Fernando Cabrera          |
| Frylock                | Carey Means                     | Roberto Mendiola                  | Manuel Bellido            |
| Meatwad                | Dave Willis                     | Óscar Flores                      | Celia de Diego            |
| Carl Brutananadilewski | Dave Willis                     | Luis Alfonso Padilla              | Julio Sanchidrián         |